# مسائل جایزه هزاره
مسائل جایزه هزاره ۷ مسئله در ریاضیات هستند که توسط انجمن ریاضی کلی در سال ۲۰۰۰ طرح شده‌اند. تا ژانویه سال ۲۰۱۳، ۶ تا از آنها حل نشده باقی مانده‌اند. جواب درست برای هر کدام از سؤالات منجر به جایزه ۱ میلیون دلاری (که با نام جایزه هزاره مشهور است) می‌شود که توسط انجمن داده می‌شود. حدس پوانکاره، تنها مسئله‌ای که اخیراً حل شده‌است، توسط گریگوری پرلمان حل شد اما او این جایزه را در سال ۲۰۱۰ نپذیرفت. او در آن زمان گفته بود: «من به پول یا شهرت علاقه ندارم. من نمی‌خواهم مانند یک حیوان در باغ‌وحش به نمایش گذاشته شوم. من قهرمان ریاضیات نیستم. حتی آنقدر هم موفق نیستم؛ به همین دلیل است که نمی‌خواهم همه به من نگاه کنند.»

## مسائل

### P در برابر NP
سؤال این است که آیا برای تمام مسائلی که الگوریتمی می‌تواند درستی یک جواب را بررسی کند (در زمان چند جمله‌ای)، الگوریتمی وجود دارد که بتواند آن جواب را به همان سرعت پیدا کند. الگوریتم اول، دسته‌ای از پرسش‌ها را که NP نامیده می‌شوند توصیف می‌کند و الگوریتم دوم، دستهٔ p را توصیف می‌کند. پرسش اصلی این است که آیا تمام پرسش‌هایی که در مجموعهٔ NP هستند، در مجموعهٔ P هم هستند یا خیر. مسئله P و NP به‌طور عمومی یکی از مهمترین سؤال‌های باز در ریاضیات و علوم نظری رایانه شناخته می‌شود؛ زیرا نتایج و تأثیرات زیادی بر روی مسائل دیگر در ریاضیات، زیست‌شناسی، فلسفه و رمزنگاری دارد (به نتایج اثبات مسئلهٔ P در برابر NP مراجعه کنید).
"اگر P=NP باشد، دنیا مکان کاملاً متفاوتی از چیزی که همیشه تصور می‌کرده‌ایم خواهد بود. زمانی که آن را پیدا کنیم، دیگر ارزش ویژه‌ای در جهش‌های خلاق یا اختلاف بنیادین بین حل کردن یک مسئله و پیدا کردن راه‌حل آن نخواهد بود. هرکسی که بتواند یک سمفونی را تحسین کند، موتزارت خواهد بود و هرکس که بتواند برهانی را قدم به قدم دنبال کند، گاوس…"
- اسکات اندرسون، ام آی تی
بیشتر ریاضیدانان و دانشمندان علوم کامپیوتر، انتظار دارند که P≠NP باشد.
بیان رسمی این مسئله توسط استفن کوک ارائه داده شده‌است.

### حدس هاج
حدس های این مسئله این است که برای چندگوناهای تصویری جبری است، دورهای هاج ترکیب خطی گویای دورهای جبری هستند.
گفتار رسمی این مسئله توسط پیر دلین ارائه شده‌است.

### حدس پوانکاره (اثبات شده)
در توپولوژی، یک کره با سطح دوبعدی با این حقیقت رده‌بندی می‌شود که این فشرده و همبند ساده است. حدس پوانکاره این است که حتی برای بعد بالاتر نیز درست است. مسئله برای تمام بعدهای دیگر حل شده‌است. این حدس نقش محوری در مسئله دسته‌بندی 3 - منیفلد ها ایفا می‌کند.
گفتار رسمی این مسئله توسط جان میلنور داده شده‌است.
اثبات این حدس توسط گریگوری پرلمان در سال ۲۰۰۳ داده شده‌است؛ بازبینی آن در اگوست سال ۲۰۰۶ کامل شد، و پرلمان انتخاب شد تا مدال فیلدز را به خاطر راه حلش دریافت کند اما او نپذیرفت. پرلمان به‌طور رسمی مفتخر به دریافت جایزه هزاره در ۱۸ مارس ۲۰۱۰ شد، ولی باز جایزه مالی انجمن کلی را نپذیرفت زیرا "آژانش خبری اینترفکس" به نقل از پرلمان گفت که بنظرش جایزه ناعادلانه بوده‌است. پرلمان به اینترفکس گفت که به نظرش میزان مشارکتش در حل حدس پوانکاره بیشتر از زحماتی که ریچارد همیلتون، ریاضی‌دان دانشگاه کلمبیا کشیده، نبوده‌است."

### فرضیه ریمان
بنابر حدس ریمان، تمام صفرهای نابدیهی تابع تحلیلی زتای ریمان دارای بخش حقیقی ۱/۲ هستند. اثبات یا رد این مسئله نقش مهمی در نظریه اعداد، و به‌طور ویژه در توزیع اعداد اول دارد. این سؤال، هشتمین سؤال از مسائل هیلبرت بوده، سر مایکل عطیه  در سال ۲۰۱۸ از حل این مسئله ریاضی خبر داده که در ۱۶۰ سال اخیر راه حلی برای آن یافت نشده‌ بود اما راه حل ایشان صرفاً ایده ای در رابطه با حل این مسئله بود اما هیچ کمکی در رابطه با تحلیل این تابع نمی کرد .
بیان رسمی این مسئله توسط انریکو بومبیری ارائه داده شده‌است.

### وجود و شکاف جرمی یانگ-میلز
در فیزیک، نظریهٔ کلاسیک یانگ - میلز تعمیم نظریه الکترومغناطیس ماکسول است که در آن میدان الکترومغناطیس کرومی خودش حامل بار است. به عنوان یک مسئلهٔ میدان کلاسیک، این سؤال، جواب‌هایی دارد که با سرعت نور حرکت می‌کنند به‌طوری که نسخهٔ کوانتمی این سؤال باید ذرات بدون جرم (گلوئون) را توصیف کند. با این وجود پدیدهٔ بدیهی بهم‌پیوستگی رنگی که فقط حالات محدودی را برای گلوئون‌ها امکان‌پذیر می‌سازد، ذرات سنگینی را تشکیل می‌دهد. این همان شکاف جرم است. نمود دیگر بهم‌پیوستگی، آزادی مجانبی است که باعث می‌شود وجود نظریهٔ کوانتمی یانگ-میلز بدون محدودیت‌های مقیاس‌های کم انرژی امکان‌پذیر باشد. مسئله، معین کردن دقیق وجود نظریهٔ کوانتمی یانگ-میلز و شکاف جرم است.
بیان رسمی این مسئله توسط آرتور جاف و ادوارد ویتن ارائه داده شده‌است.

### وجود و همواری ناویر-استوکس
معادلات ناویه-استوکس حرکت مایعات را توضیح می‌دهد. اگرچه آنها در قرن نوزدهم پیدا شدند اما آنها هنوز به درستی درک نشده‌اند. مشکل اینجاست که پیشرفت در یک قضیه ریاضیاتی که دید کامل و واضحی نسبت به معادله تولید کند، ایجاد کنیم.
گفتار رسمی این مسئله توسط چارز ففرمن داده شده‌است.

### حدس برچ و سوینرتون-دایر
حدس برچ و سوینرتون-دایر در مورد نوع خاصی از معادلات است که منحنی‌های بیضوی را بر روی اعداد گویا تعریف می‌کنند. حدس این است که راهی ساده وجود دارد که می‌توان مشخص کرد آیا چنین معادله‌ای دارای تعداد متناهی یا غیر متناهی جواب گویا است یا خیر. مسئلهٔ دهم هیلبرت در مورد یک نوع کلی‌تر معادله هم هست که در آن شرایط ثابت شده‌است که هیچ راهی وجود ندارد که توسط آن مشخص شود یک معادلهٔ دیوفانتی دارای جواب است یا خیر.
بیان رسمی مسئله توسط اندرو ویلز ارائه داده شده‌است.